# St. Martin (Kirchdorf an der Amper)

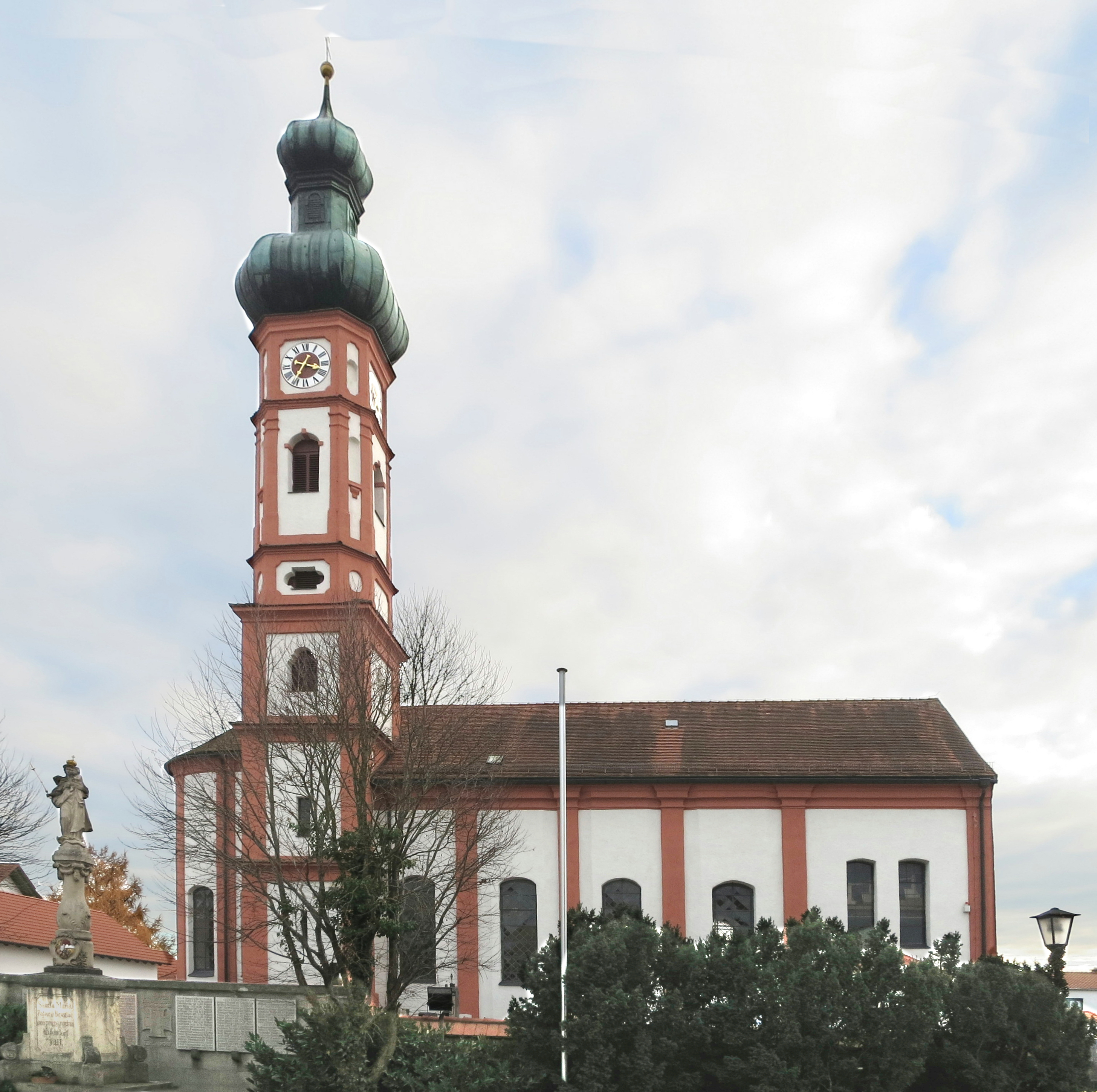
St. Martin in Kirchdorf an der Amper

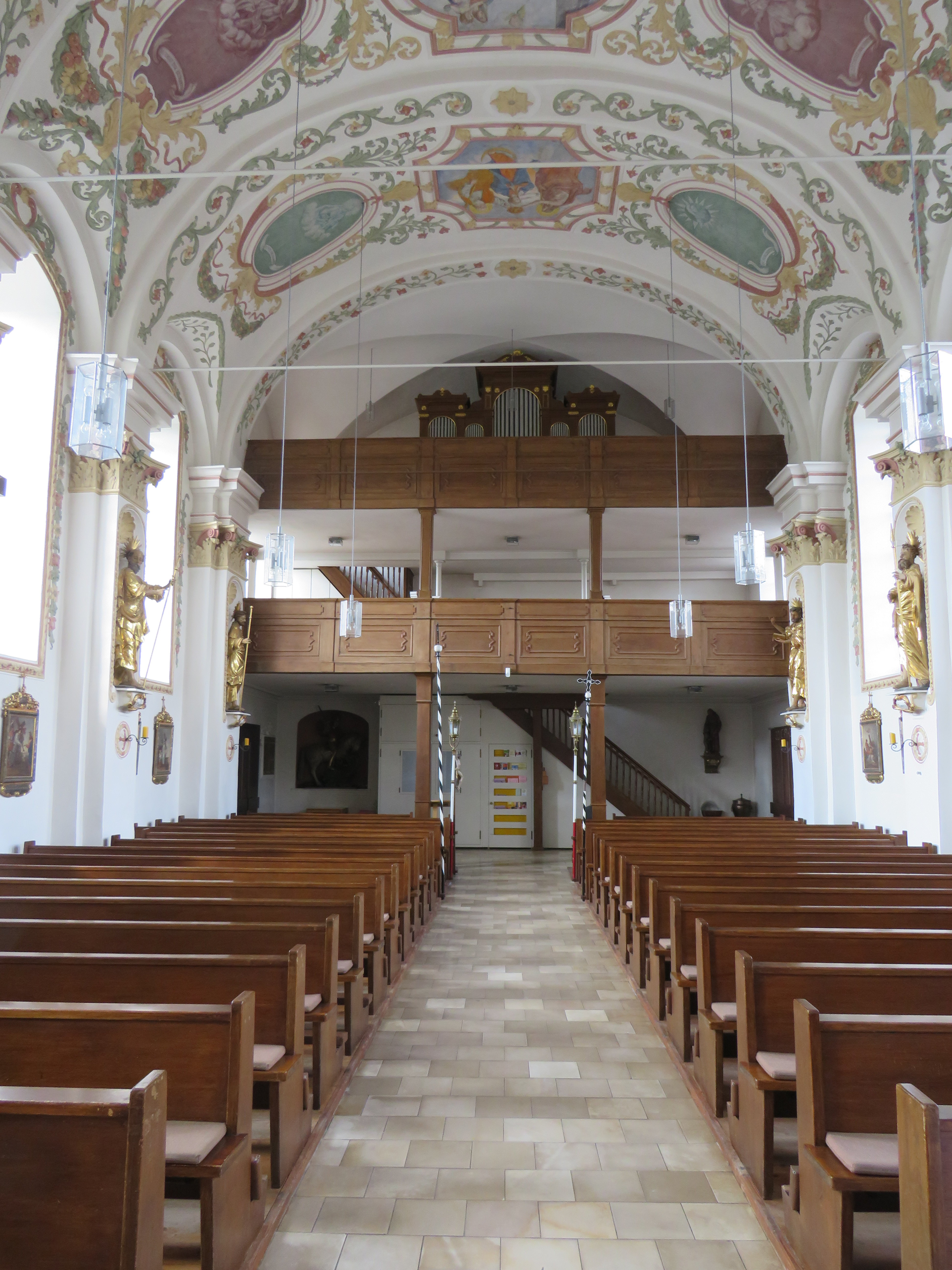
Innenansicht

St. Martin ist der Name der römisch-katholischen Pfarrkirche von Kirchdorf an der Amper, einer Gemeinde im oberbayerischen Landkreis Freising. Die Kirche steht unter Denkmalschutz und ist in der Liste der Baudenkmäler in Kirchdorf an der Amper unter der Nr. D-1-78-136-2 eingetragen. Die Pfarrei gehört zum Dekanat Freising im Erzbistum München und Freising.

## Beschreibung
Die barocke Wandpfeilerkirche wurde zwischen 1706 und 1708 erbaut. Sie besteht aus dem fünfjochigen Langhaus, dem eingezogenen, halbrund geschlossenen Chor im Osten und der zweigeschossigen Sakristei an der Südwand des Chors. Der Chorflankenturm mit Welscher Haube an der Nordwand des Chors wurde erst in den Jahren 1775 bis 1779 angefügt. In seine mit Pilastern gegliederten oberen Geschosse sind die Glockenstühle mit vier Glocken und die Turmuhr eingebaut.
Der Innenraum ist mit einem Tonnengewölbe überspannt, das 1921 mit neobarocken Deckenmalereien versehen wurde. Der 1783 aufgestellte Hochaltar mit einer Darstellung des Heiligen Martin von Tours wird von den Skulpturen des Erzengels Michael und des Erzengels Raphael flankiert. 

## Orgel
Die Orgel wurde 1886 als Opus 192 von Franz Borgias Maerz gebaut. Sie hat 12 Registern auf zwei Manualen und Pedal. Die Disposition lautet:
| I Manual C–f3 |       |
| Bourdon       | 16′   |
| Principal     | 08′   |
| Tibia         | 08′   |
| Gamba         | 08′   |
| Octav         | 04′   |
| Mixtur        | 2 ⁄3′ |

| II Manual C–f3   |    |
| Salicional       | 8′ |
| Lieblich Gedeckt | 8′ |
| Fugara           | 4′ |

| Pedal C–d1 |     |
| Subbaß     | 16′ |
| Octavbaß   | 08′ |
| Violonbaß  | 08′ |

- Koppeln: II/I, I/P, II/P
- Spielhilfen: Tutti
- Bemerkungen: Kegellade, mechanische Spiel- und Registertraktur, freistehender Spieltisch